# Don Chisciotte (brano musicale)
Don Chisciotte è la settima canzone del disco Stagioni di Francesco Guccini, uscito nel 2000.

## Storia
Come risulta dal sito SIAE, è stata scritta con il titolo originale Don Chisciotte e Sancho Panza da Beppe Dati per il testo e da Goffredo Orlandi in collaborazione con Dati per la musica; con alcune piccole modifiche al testo effettuate da Guccini ai tempi di Cirano (nell'album D'amore di morte e di altre sciocchezze del 1996), il titolo è stato abbreviato in Don Chisciotte, ridepositato con l'aggiunta della firma di Guccini per il testo e con le edizioni musicali L'Alternativa/Uva Fragola.

## Testo
Vuole essere una lettura dei tempi presenti sfruttando un personaggio del passato.
Il testo della canzone è un dialogo tra i due personaggi, in cui Don Chisciotte è cantato dallo stesso Guccini mentre Sancho Panza da Juan Carlos Biondini. Come il noto personaggio Don Chisciotte della Mancia di Miguel de Cervantes crede di poter cambiare il mondo e di mettere fine alle ingiustizie ed è seguito da Sancho Panza, molto più materialista.